# Fosterlandsförbundet (litauiska konservativa)
Fosterlandsförbundet (litauiska konservativa), Tėvynės Sąjunga (Lietuvos konservatoriai) var ett politiskt parti i Litauen, bildat i maj 1993 av högerflygeln inom medborgarrättsrörelsen Sąjūdis.
I parlamentsvalet 1996 erövrade man 40% av rösterna och 70 platser i Seimas, men 2001 rasade man till 8,6% och nio mandat.
2004 gick man samman med Förbundet av politiska fångar och landsflyktiga samt Kristliga demokrater och bildade Fosterlandsförbundet (konservativa, politiska fångar och landsflyktiga, kristliga demokrater).